# Wille zum Leben
Wille zum Leben ist ein Grundbegriff der Philosophie Arthur Schopenhauers, der eine zentrale Rolle in seinem Hauptwerk Die Welt als Wille und Vorstellung spielt. Schopenhauer versteht den Willen zum Leben als blinden, universellen Lebensdrang, der das innerste Wesen der Welt sei. Der Wille zum Leben ist als metaphysisches Grundprinzip zu verstehen, das – je nach Schopenhauer-Interpretation – entweder aus dem (noch allgemeineren) „Willen“ hervorgeht oder mit diesem identisch ist.

## Wille und Wille zum Leben
Nach Volker Spierling sind Wille und Wille zum Leben bei Schopenhauer sinngleiche Ausdrücke, wozu er auf Die Welt als Wille und Vorstellung (Bd. 1, § 23) verweist: „[S]o ist es einerlei und nur ein Pleonasmus, wenn wir, statt schlechthin zu sagen ‹der Wille›, sagen ‹der Wille zum Leben›“. Auch Friedhelm Decher behandelt beide Begriffe in seiner einschlägigen Monographie als synonym. Andererseits gibt es die Interpretation, dass bei Schopenhauer der metaphysische Wille, der sich in allen Erscheinungsformen der Welt manifestiert, dem Willen zum Leben als Lebensdrang zugrunde liege.

## Charakteristika des Willens (zum Leben)
Kant hatte gelehrt, dass das Ding an sich unerkennbar sei; für Schopenhauer ist jedoch der Wille das der Welt zugrundeliegende Ding an sich: „Ding an sich aber ist allein der Wille […]. Er ist das Innerste, der Kern jedes Einzelnen und ebenso des Ganzen: er erscheint in jeder blindwirkenden Naturkraft: er auch erscheint im überlegten Handeln des Menschen“ (Die Welt als Wille und Vorstellung, Bd. 1, § 21). Schopenhauer unterscheidet vier Objektivationsstufen des Willens (Die Welt als Wille und Vorstellung, Bd. 1, § 27; ebenso im Paralipomenon Zur Philosophie und Wissenschaft der Natur): Die erste Stufe finde sich in den Kräften der unorganischen Natur, dann folge die Pflanzenwelt, die Tierwelt und schließlich die Objektivation im Menschen.
Beim Menschen gehe die eigene Willensbejahung so weit, dass sie in den Bereich der Willensbejahung anderer einbreche und den Willen zum Leben in anderen Individuen zu vernichten trachte. Daraus resultieren für Schopenhauer Unrecht und Bosheit im zwischenmenschlichen Bereich. Nach Schopenhauer ist der Wille zum Leben zu verneinen, da er Leid verursache. Der Wille zum Leben verfolge kein höheres Ziel: „In der Tat gehört die Abwesenheit alles Zieles, aller Grenzen zum Wesen des Willens an sich, der ein endloses Streben ist“ (Schopenhauer, Vorlesung über Die gesamte Philosophie, W I, 240).

## Rezeption und verwandte Konzepte
Friedrich Nietzsche prägte den Begriff des Willens zur Macht als „Gegenwendung“ (F. Decher) gegen Schopenhauers Willen zum Leben: „[W]o Leben ist, da ist auch Wille: aber nicht Wille zum Leben, sondern […] Wille zur Macht“ (Also sprach Zarathustra, Kapitel „Von der Selbst-Ueberwindung“). Dabei könne Schopenhauers Wille zum Leben laut Decher als Vorform von Nietzsches Konzept des Willens zur Macht gesehen werden, jedoch lehnt Nietzsche Schopenhauers Pessimismus und seine Verneinung des Willens ab.
Eine biologisch-systemtheoretische Entsprechung des Willens zum Leben ist der Trieb zur Selbsterhaltung. Auf psychologischer Ebene nimmt Sigmund Freud den Lebenstrieb als einen der beiden Primärtriebe des Menschen an. Schließlich entwickelte der Philosoph Henri Bergson den Begriff des élan vital (oft als „Lebenskraft“ übersetzt), der bereits bei Schopenhauer vorgebildet ist: „[N]un also ist die Lebenskraft identisch mit dem Willen: allein auch alle andern Naturkräfte sind es“ (Die Welt als Wille und Vorstellung, Bd. 2, Kap. 23).